# Mörarp
Mörarp är en tätort i Helsingborgs kommun och kyrkby i Mörarps socken i Skåne län.
Mörarp räknas ibland som en förort till Helsingborg, då de flesta boende studerar eller arbetar i staden.

## Historia
Redan på 1100-talet var platsen bebyggd, men flera fornminnen, till exempel gravhögar, vittnar om att platsen troligtvis har varit bebodd betydligt tidigare. Mörarps kyrka härrör från 1100-talets senare del och dopfunten är samtida med kyrkan. Den stenhuggare som högg den har blivit kallad Mörarpsmästaren efter sitt fina hantverk och han var även med vid uppförandet av Lunds domkyrka. 
Ortnamn som slutar på –arp brukar kopplas till vikingatiden, omkring år 800–1050. Namnet togs i byar där jordbruket utvecklades och där ny mark hittats. Mörarp betyder att det är ”Mörs nybygge”, där Mör är en rest av ett personnamn. Precis utanför Mörarp ligger Mörshög, som kan syfta på en gravhög där ”Mör” begravdes. Varianter på Mörarp har förekommit, som till exempel Myrothop. 
Kartor från slutet av 1600-talet visar att en betydande väg gick genom Mörarp. Dåtidens transporter från Göteborg och Stockholm mot Malmö passerade genom Mörarp. Tre vägar möttes i byn och därför var det lämpligt att uppföra gästgiveri där.  På 1900-talet kom riksväg 2 att gå genom Mörarp. Denna ersattes senare med Europaväg 6, som numera dock passerar Helsingborg. Luggude härads fasta tingsplats var Mörarp. Senare kartor, från 1800-talet, visar att förutom kyrkan, gästgiveriet och tingshuset var bebyggelse i byn obetydlig. Dessa byggnader utgjorde dåtida Mörarps centrum.
Mörarps kommunhus byggdes precis intill stationen, som då ansågs vara samhällets nya medelpunkt. 
Efter att ha stått som byns centrum fram till järnvägens tillkomst år 1875, blev området runt kyrkan återigen centrum då livsmedelsbutik, post, skola och distriktssköterskemottagning upprättades där under 1960- och 70-talen, för att senare följas av bankkontor och pizzeria på 80-talet. 
Under 2003 började Helsingborgs kommun sälja tomter på området mitt emot centrum och ett flertal villor och några lägenheter (Boklokhus) har byggts. Under 2007 tas ytterligare ett område i anspråk för bebyggelse, denna gång längre söderut invid kiosken. Sammanlagt har då ett hundratal villor och lägenheter byggts när dessa blir klara.

### Befolkningsutveckling
| Befolkningsutvecklingen i Mörarp 1960–2020 | Befolkningsutvecklingen i Mörarp 1960–2020 | Befolkningsutvecklingen i Mörarp 1960–2020 | Befolkningsutvecklingen i Mörarp 1960–2020 | Befolkningsutvecklingen i Mörarp 1960–2020 |
| ------------------------------------------ | ------------------------------------------ | ------------------------------------------ | ------------------------------------------ | ------------------------------------------ |
|                                            |                                            |                                            |                                            |                                            |
| År                                         |                                            |                                            | Folkmängd                                  | Areal (ha)                                 |
| 1960                                       | 1960                                       |                                            | 653                                        |                                            |
| 1965                                       | 1965                                       |                                            | 873                                        |                                            |
| 1970                                       | 1970                                       |                                            | 989                                        |                                            |
| 1975                                       | 1975                                       |                                            | 1 229                                      |                                            |
| 1980                                       | 1980                                       |                                            | 1 317                                      |                                            |
| 1990                                       | 1990                                       |                                            | 1 673                                      | 105                                        |
| 1995                                       | 1995                                       |                                            | 1 677                                      | 105                                        |
| 2000                                       | 2000                                       |                                            | 1 641                                      | 106                                        |
| 2005                                       | 2005                                       |                                            | 1 744                                      | 112                                        |
| 2010                                       | 2010                                       |                                            | 1 893                                      | 115                                        |
| 2015                                       | 2015                                       |                                            | 1 935                                      | 127                                        |
| 2020                                       | 2020                                       |                                            | 1 946                                      | 128                                        |
|                                            |                                            |                                            |                                            |                                            |

## Kommunikationer
Mörarp har järnvägsförbindelser med Helsingborg. År 1875 invigdes Helsingborg-Hässleholms järnväg (HHJ), vilken passerade Mörarp och alltjämt är trafikerad. Mörarps tidigare medelpunkt, kring gästgiveriet, tingshuset och kyrkan fick en utmanare om Mörarp framtida bebyggelse, stationsområdet, vilket var obebyggt vid dess tillkomst. I slutet av 1800-talet byggdes bank, post och mejeri vid stationsområdet. Utöver detta tillkom även bostadsbebyggelse och än i dag finns i området ett flertal hus från sekelskiftet.
På 1970-talet slutade tågen stanna i Mörarp, ersattes av bussar och stationen revs. Tågtrafiken kom att återupptas 1991, då Skånes lokaltåg Pågatågen började köra mellan Helsingborg och Åstorp. Turtätheten har förbättrats och numera går det i stort sett två tåg i timmen mellan Mörarp och Helsingborg respektive Åstorp.

## Näringsliv
Det finns ett flertal företag aktiva på orten, bland annat dambindsleverantören Dambi och kyl- och frysföretaget Sydfrys. Utanför Mörarps tätort finns grönsaksproducenten Magnihill, äggproducenten Aniagra, vattentillverkaren Aqua Terrena och distributören av lantbruksprodukter Kullenbergs (tidigare Hellbergs)

## Byggnadsminne
Det finns i Mörarp vid tidigare Riksväg 2 en mack som byggdes 1936 som A-B. Carl Westberg under oljebolaget Caltex. Macken avvecklades senare och endast verkstad, senare endast cykelverkstad fanns kvar. Den har under senare år restaurerats till det skick den hade på 1950-talet och blev byggnadsminne i oktober 2017.
Fastigheten Morteln 1 med Mörarps brandstation ingår i Helsingborgs stads bevarandeprogram för Mörarp, fastställd
av kommunfullmäktige den 22 september 2004, som särskilt värdefull bebyggelse.Brandstationen var i drift 1937-2009. Den är ombyggd för bostadsändamål.

### Bildgalleri

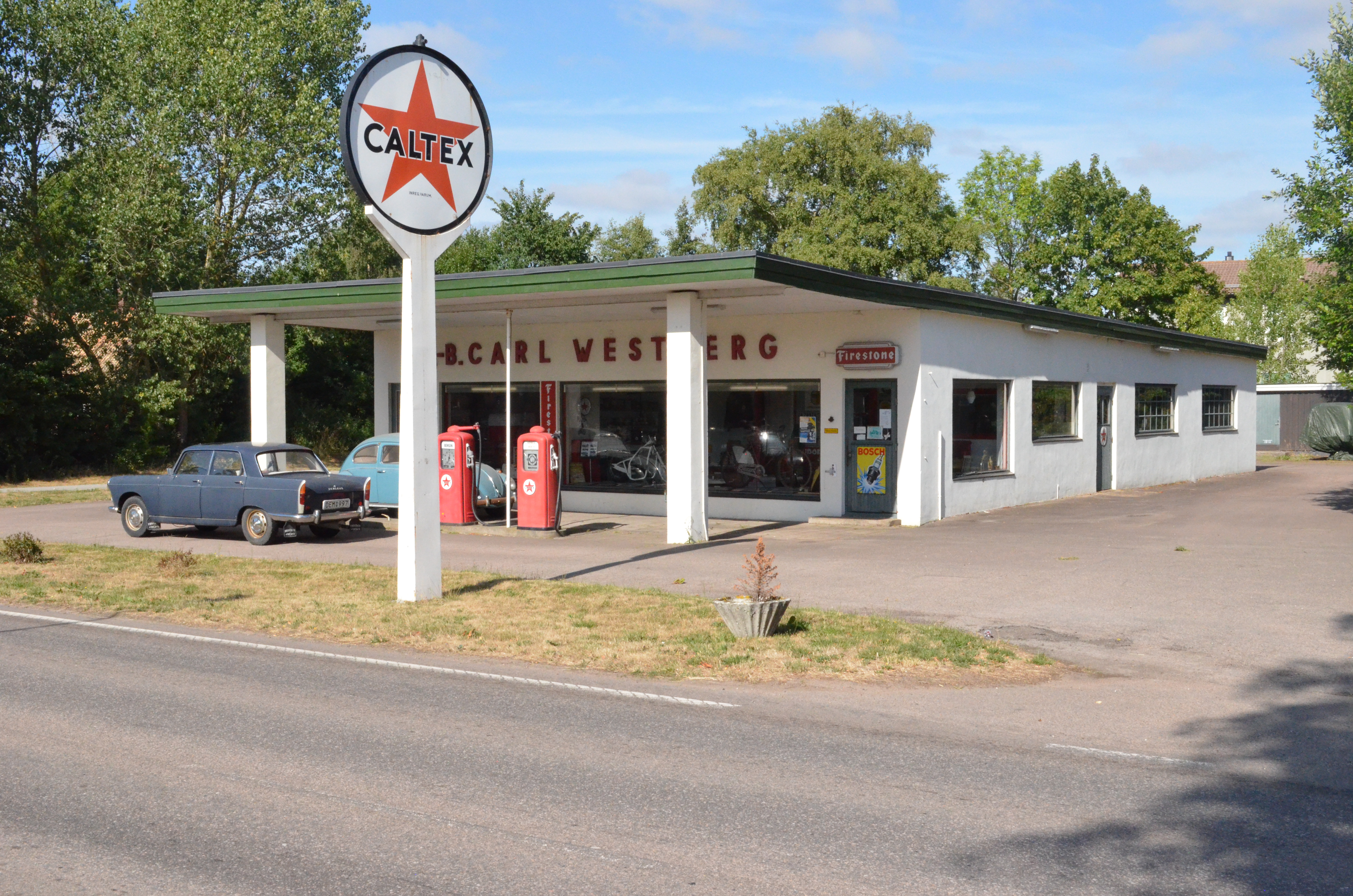
Caltexmacken i Mörarp
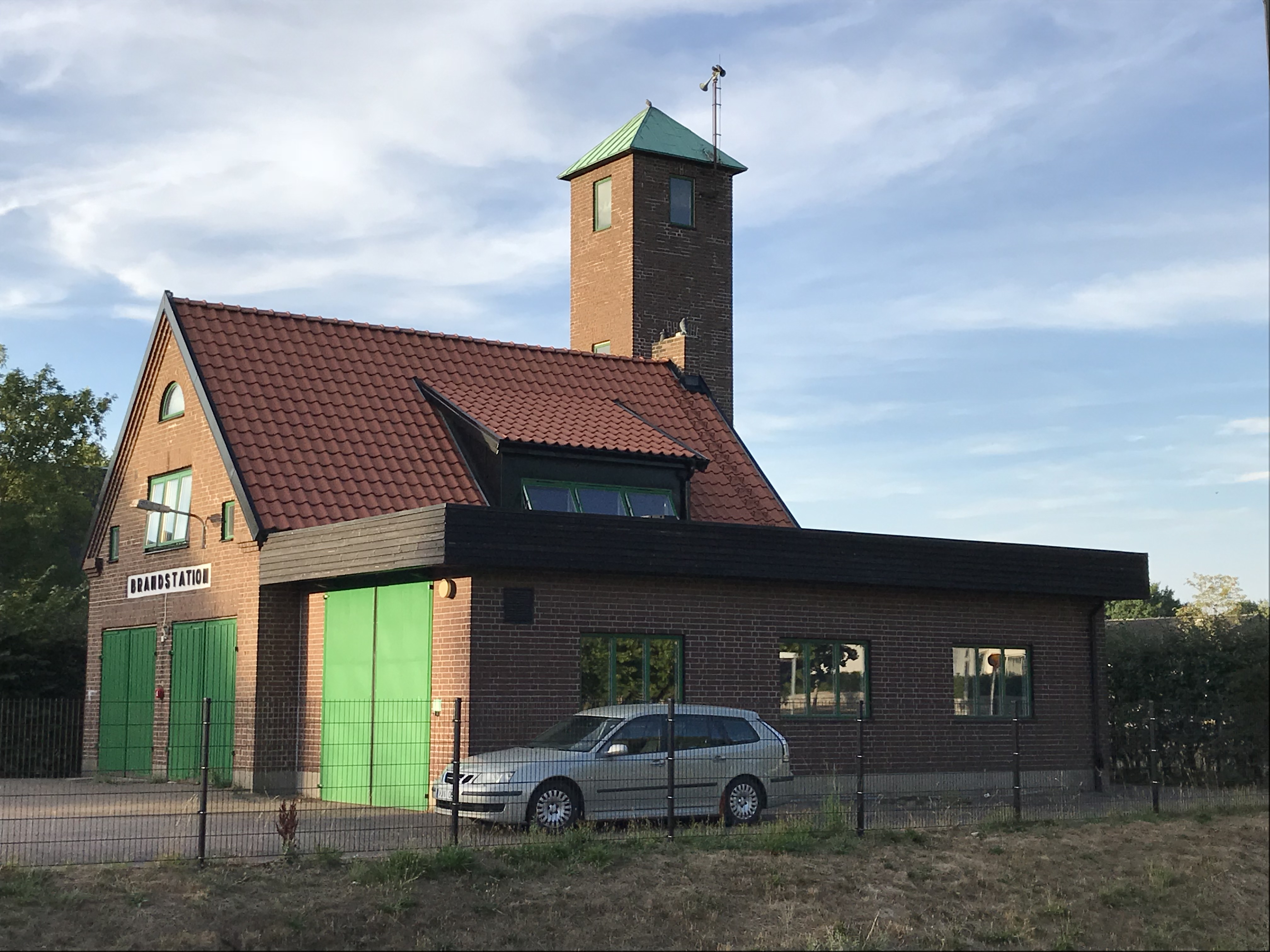
Mörarps brandstation 1937-2009 från väst, 2018. Byggnaden är en privatbostad sedan 2011.